# Tegosa aquila
Tegosa aquila är en fjärilsart som beskrevs av Hall 1917. Tegosa aquila ingår i släktet Tegosa och familjen praktfjärilar. Inga underarter finns listade i Catalogue of Life.